# Kreis Zossen
Der Kreis Zossen  war ein Landkreis im Bezirk Potsdam der DDR. Von 1990 bis 1993 bestand er als Landkreis Zossen  im Land Brandenburg fort. Sein Gebiet liegt heute zum größten Teil im Landkreis Teltow-Fläming in Brandenburg. Der Sitz der Kreisverwaltung befand sich in Zossen.

## Geographie

### Nachbarkreise
Der Kreis Zossen grenzte im Norden an die West-Berliner Stadtbezirke Steglitz und Tempelhof, im Osten an den Kreis Königs Wusterhausen, im Süden an den Kreis Luckau und im Westen an die Kreise Luckenwalde und Potsdam-Land.

## Geschichte
Am 25. Juli 1952 kam es in der DDR zu einer umfassenden Verwaltungsreform, bei der unter anderem die Länder ihre Bedeutung verloren und neue Bezirke gebildet wurden. Aus Teilen der damaligen Landkreise Luckenwalde und Teltow wurde der neue Kreis Zossen mit Sitz in Zossen gebildet. Der Kreis wurde dem neuen Bezirk Potsdam zugeordnet. 
Am 1. Oktober 1954 wechselte die Gemeinde Kummersdorf-Gut aus dem Kreis Luckenwalde in den Kreis Zossen und am 1. Januar 1957 wechselte die Gemeinde Ruhlsdorf aus dem Kreis Zossen in den Kreis Potsdam-Land.
In Wünsdorf befand sich der Sitz des Oberkommandos der Gruppe der Sowjetischen Streitkräfte in Deutschland.
Am 17. Mai 1990 wurde der Kreis in Landkreis umbenannt. Anlässlich der Wiedervereinigung der beiden deutschen Staaten wurde der Landkreis Zossen 1990 dem wiedergegründeten Land Brandenburg zugesprochen. Bei der Kreisreform in Brandenburg, die am 6. Dezember 1993 in Kraft trat, ging er fast vollständig im neuen Landkreis Teltow-Fläming auf. Lediglich die Gemeinde Telz kam zum Landkreis Dahme-Spreewald.

### Einwohnerentwicklung
| Jahr      | 1960   | 1971   | 1981   | 1989   |
| Einwohner | 73.778 | 74.431 | 74.915 | 75.310 |

## Wirtschaft
Bedeutende Betriebe waren unter anderen:
- VEB IFA-Automobilwerk Ludwigsfelde; (zuletzt Teil des IFA-Kombinats Nutzkraftwagen)
- VEB Funkwerk Dabendorf
- VEB Baruther Glashütte
- VEB Ziegelwerke Klausdorf; (zuletzt Teil des Kombinats Bau- und Grobkeramik)
- VEB Brauerei Zossen

## Verkehr
Der Kreis Zossen war durch den Berliner Ring in das Autobahnnetz der DDR eingebunden. Dem überregionalen Straßenverkehr dienten außerdem die F 96 von Mahlow über Zossen nach Finsterwalde, die F 101 von Großbeeren  über Ludwigsfelde nach Jüterbog, die F 246 von Eisenhüttenstadt über Zossen nach Magdeburg sowie die F 115 von Baruth nach Jüterbog.
Mit dem  Eisenbahnnetz der DDR war der Kreis Zossen über den Berliner Außenring sowie die Strecken Mahlow–Zossen–Dresden, Teltow–Ludwigsfelde–Halle und Zossen–Jüterbog verknüpft.

## Kreisangehörige Städte und Gemeinden
Aufgeführt sind alle Gemeinden, die am 25. Juli 1952 bei Einrichtung des Kreises Zossen eigenständige Gemeinden waren. Eingerückt sind Gemeinden, die bis zum 5. Dezember 1993 ihre Eigenständigkeit verloren und in größere Nachbargemeinden eingegliedert wurden oder sich mit Nachbargemeinden zusammengeschlossen haben (oder aus dem Kreis ausgeschieden sind).
Folgende Gemeinden gehörten zum Kreis Zossen:
- Ahrensdorf
  - Alexanderdorf (1974 Zusammenschluss mit Kummersdorf zur Gemeinde Kummersdorf-Alexanderdorf)
- Stadt Baruth (seit 1974 mit Ortsteil Klein Ziescht)
  - Birkholz (1973 nach Osdorf eingemeindet)
- Blankenfelde
- Christinendorf
  - Dabendorf (1974 nach Zossen eingemeindet)
- Dahlewitz
- Diedersdorf
- Dornswalde
  - Fernneuendorf (1974 nach Sperenberg eingemeindet)
- Gadsdorf
- Genshagen
- Glienick mit Wohnplatz Werben
- Gröben (1974 wurden Jütchendorf, Mietgendorf und Schiaß eingemeindet)
- Großbeeren mit den Ortsteilen Kleinbeeren (seit 1950) und Neubeeren (seit 1928)
- Großbeuthen mit Ortsteil Kleinbeuthen (seit 1950)
- Groß Kienitz
- Groß Machnow mit Wohnplätzen Pramsdorf und Theresenhof
- Groß Schulzendorf
- Groß Ziescht (1959 Kemlitz eingemeindet)
- Horstfelde
- Horstwalde
- Jühnsdorf
  - Jütchendorf (1974 in Gröben eingemeindet)
- Kallinchen
  - Kemlitz (1957 nach Groß Ziescht eingemeindet)
- Kerzendorf
- Klasdorf mit dem Ortsteil Glashütte (seit 1950)
- Klausdorf
  - Klein Ziescht (1974 nach Baruth/Mark eingemeindet)
  - Klein Kienitz (1974 nach Rangsdorf eingemeindet)
- Kummersdorf-Gut (bis 1954 im Kreis Luckenwalde)
  - Kummersdorf (1974 Zusammenschluss mit Kummersdorf zur Gemeinde Kummersdorf-Alexanderdorf)
- Kummersdorf-Alexanderdorf (entstand 1974 durch den Zusammenschluss von Kummersdorf und Alexanderdorf)
- Lindenbrück mit Ortsteil Funkenmühle (seit 1874) (1974 wurde Zesch am See eingemeindet)
- Löwenbruch
- Stadt Ludwigsfelde
- Märkisch Wilmersdorf
- Mahlow mit Ortsteil Glasow (seit 1950)
- Mellensee
  - Mietgendorf (1974 in Gröben eingemeindet)
- Mückendorf
- Nächst Neuendorf mit den Ortsteilen Karolinenhof und Marienau
  - Neuhof (1974 nach Wünsdorf eingemeindet)
- Nunsdorf
- Osdorf mit den Ortsteilen Birkenhain, Birkholz (seit 1928), Heinersdorf (seit 1928) und Friederikenhof (seit 1880)
- Paplitz
- Radeland mit Ortsteil Waldsiedlung
- Rangsdorf
- Rehagen
  - Ruhlsdorf (ab 1957 Kreis Potsdam-Land)
- Saalow
  - Schiaß (1974 nach Gröben eingemeindet)
- Schöbendorf
- Schöneiche mit Ortsteil Schöneicher Plan
- Schünow
- Siethen
- Sperenberg mit Ortsteil Fernneuendorf (seit 1974)
  - Struveshof (am 1. August 1961 zu Ludwigsfelde)
- Telz
- Thyrow
- Wietstock
- Wünsdorf mit Ortsteil Neuhof (seit 1974)
  - Zesch am See (1974 nach Lindenbrück eingemeindet)
- Stadt Zossen

Die größten Orte des Kreises neben der Kreisstadt Zossen waren die Städte Baruth und Ludwigsfelde sowie die Gemeinden Blankenfelde, Dahlewitz, Großbeeren, Klausdorf, Mahlow, Mellensee, Rangsdorf, Saalow, Sperenberg und Wünsdorf. 1992 entstanden im Zuge der Verwaltungsreform im Land Brandenburg folgende Ämter im Kreis Zossen (z. T. auch kreisübergreifend): Am Mellensee, Baruth/Mark, Blankenfelde-Mahlow, Ludwigsfelde-Land, Rangsdorf, Trebbin und Zossen.

## Gemeindeverbände
Mit dem Gesetz über die örtlichen Volksvertretungen und ihre Organe in der DDR vom 12. Juli 1973 wurde für Städte und Gemeinden die Möglichkeit geschaffen, Gemeindeverbände innerhalb eines Kreises zu bilden. Innerhalb des Kreises Zossen entstanden sieben Gemeindeverbände:
- (Gemeindeverband) Baruth (seit 22. Februar 1973) mit der Stadt Baruth/Mark, Dornswalde, Groß Ziescht, Horstwalde, Klasdorf, Mückendorf, Paplitz, Radeland, Schöbendorf, Glashütte, Klein Ziescht und Kemlitz
- (Gemeindeverband) Großbeeren (seit 1. Januar 1976) mit Großbeeren, Genshagen, Osdorf, Diedersdorf, Jühnsdorf
- (Gemeindeverband) Blankenfelde (seit 2. Juli 1976) mit Blankenfelde, Mahlow, Dahlewitz, Rangsdorf, Groß Machnow, Groß Kienitz
- (Gemeindeverband) Glienick (seit 1. Juli 1979) mit Glienick, Nächst Neuendorf, Schünow, Horstfelde, Nunsdorf, Groß Schulzendorf, Wietstock, Märkisch Wilmersdorf, Löwenbruch
- (Gemeindeverband) Sperenberg (seit 15. September 1979) mit Sperenberg, Rehagen, Kummersdorf-Gut, Kummersdorf-Alexanderdorf
- Gemeindeverband Zossen (seit 1. November 1979) mit der Stadt Zossen, Wünsdorf, Klausdorf, Mellensee, Saalow, Kallinchen, Schöneiche und Telz
- (Gemeindeverband) Siethen (seit 1. November) mit Siethen, Ahrensdorf, Gröben, Groß Beuthen, Kerzendorf und Thyrow

Lediglich die Stadt Ludwigsfelde und die Gemeinden Christinendorf, Lindenbrück und Zesch am See gehörten keinem Gemeindeverband an.

## Kfz-Kennzeichen
Den Kraftfahrzeugen (mit Ausnahme der Motorräder) und Anhängern wurden von etwa 1974 bis Ende 1990 dreibuchstabige Unterscheidungszeichen, die mit den Buchstabenpaaren DY und DZ begannen, zugewiesen. Die letzte für Motorräder genutzte Kennzeichenserie war DY 60-01 bis DY 80-00.
Anfang 1991 erhielt der Landkreis das Unterscheidungszeichen ZS. Es wurde bis Ende 1993 ausgegeben. Seit dem 3. März 2025 ist es im Landkreis Teltow-Fläming erhältlich.

## Belege